# مينداوغاس كالوناس
مينداوغاس كالوناس (بالليتوانية: Mindaugas Kalonas)‏ (مواليد 28 فبراير 1984 في فيلنيوس) لاعب كرة قدم ليتواني دولي يجيد اللعب في خط الوسط. يلعب حاليا لصالح نادي ميتالوره زابوريزيا الأوكراني منذ 2009.

## روابط خارجية
- مينداوغاس كالوناس على موقع اتحاد أوكرانيا (الإنجليزية)
- مينداوغاس كالوناس على موقع قاعدة بيانات كرة القدم.إي يو (الإنجليزية)
- مينداوغاس كالوناس على موقع ناشيونال فوتبول تيمز (الإنجليزية)
- مينداوغاس كالوناس على موقع Soccerway.com (الإنجليزية)
- مينداوغاس كالوناس على موقع عالم كرة القدم.نت (الإنجليزية)